# ザ・ドーナッツ
ザ・ドーナッツは双子姉妹によるユニット。

## メンバー
- 田口秀子（姉）（現姓、竹内）[1]、1957年（昭和32年）11月22日 -
- 田口恵子（妹）（現姓、上田）[2]、1957年（昭和32年）11月22日 -

## 来歴
三重県松阪市出身。CBCラジオのラジオ朝市の三代目アシスタントを担当。
結婚後に名古屋市内のあられ専門店に嫁ぎ、芸能界を引退したが、2009年にMID-FM「新間ちゃんのラジオde昼市」の二代目アシスタントとして芸能界に復帰した。

## 出演番組
- ラジオ朝市（CBCラジオ、1977年 - 1981年）
- 新間ちゃんのラジオde昼市（MID-FM、2009年 - 2010年12月24日）

## 主な曲
- 熱血大島ぶちかませ/朝のイントロダクション
  - 中日ドラゴンズの大島康徳選手の応援歌
- 遠いふるさと/この手にとまれ